# リャンコ大王
リャンコ大王（りゃんこだいおう）は、竹島（りゃんこ島とも呼ばれ、女島（東島）、男島（西島）と呼ばれる2つの小島と岩礁から成る）に生息していた雄のニホンアシカである。

## 概要
当時海驢（アシカ）猟が行なわれていた竹島において、鉄砲にもひるまず、海驢猟の網を食い破り、漁師に恐れられリャンコ大王と呼ばれ、文字通り君臨していた。
リャンコ大王のリャンコとは竹島が嘉永2年（1849年）にフランスの捕鯨船リァンクール号により、リァンクール島と命名され、りゃんこ島という略称で呼ばれていた。
つまり、リァンクール島(りゃんこ島)の大王という意味である。
1931年（昭和6年）7月下旬に中渡瀬仁助により射殺され、剥製にされた。弾丸は耳の付近を貫通し、現在でもその傷は残っている。剥製は大阪の大阪市天王寺動物園が所蔵し保存していたが、1990年代の初めまでニホンアシカである事を動物園は把握していなかった。現在では島根県立三瓶自然館で展示されている。尚、リャンコ大王の剥製は現存するニホンアシカの剥製で最大とされる。

## 大きさ
- 体長：2.88メートル
- 胴回り：3.1メートル
- 体重：推定で750キログラム超

## 昭和の竹島の海驢猟
当時のアシカ猟は橋岡忠重の「口述書」によるとサーカスの需要でアシカを捕獲していた。アシカの生息する洞窟に網を張り追い入れて捕獲するというものであったが、乱獲が響いて50日かけて30頭捕獲できないという状況もあった（外部リンク参照）。